# كلية الطب البيطري (جامعة كفر الشيخ)
كلية الطب البيطري بجامعة كفر الشيخ، تقع مدينة كفر الشيخ شمال مصر

## تاريخ الكلية[1]
- صدر قرار مجلس جامعة طنطا بتاريخ29/5/1985 بإنشاء كلية الطب البيطرى بـكفر الشيخ وذلك بتوصية من منظمة الأغذية والزراعة التابعة للأمم المتحدة للمساهمة في تنمية إقليم الدلتا وتعيين السيد الأستاذ الدكتور/ مصطفى عبد العزيز محمد رئيس قسم الفارماكولوجيا بكلية الطب البيطري بالزقازيق مشرفاً على إنشاء الكلية.
- تم الانتهاء من مباني الأقسام الإكلينيكية وعددها 6 في أكتوبر 1990م.
- طرحت عملية إنشاء الكلية في17/1/1987وبدأ التنفيذ في 1/8/1988.
- بدأت الدراسة بالكلية في العام الجامعى 91/1992بالفرقة الأولى (تنسيق) والفرقة الثانية (نقل من الجامعات الأخرى)بناء على قرار مجلس الجامعة في25/7/1991.

## المكان:[بحاجة لمصدر]
تقع داخل جامعة كفر الشيخ والتي تقع علي بعد1كم من مبني المحافظة علي طريق سخا - كفر الشيخ.

## رؤية الكلية:[2]
أن تكون كلية معتمدة أكاديمياً ومتميزة في العلوم الطبية البيطرية محلياً وإقليمياً ودولياً.

## رسالة الكلية:[2]
تلتزم كلية الطب البيطري-جامعــة كـفـر الشيــــخ بتخــريـــج أطباء بيطريين طبقاً للمعايير القياسية القومية لتلبية احتياجات سوق العمل المحلى والإقليمـي وإجراء بحوث علمية مبتكرة وتحاليل معملية في مجـــال الطـــــب البيطــــري وتقديم خدمات مجتمعية واستشارات بيطرية وتدريب وذلك في إطار قيم أخلاقية.

## اقسام الكلية:[3]
- التشريح والاجنة
- علم الخلية والانسجة
- الفسيولوجيا
- الكيمياء الحيوية
- الفارماكولوجيا
- الباثولوجيا
- الطفيليات
- التغذية والتغذية الإكلينيكية
- لبكتريولوجيا والفطريات والمناعة
- الفيرولوجيا
- الطب الشرعي
- مراقبة الاغذية
- الباثولوجيا الاكلينيكية
- أمراض الاسماك ورعايتها
- طب الحيوان
- الجراحة والتخدير والاشعة
- التوليد والتناسل والتلقيح الاصطناعي
- الصحة والطب الوقائي
- امراض الدواجن
- تنمية الثروة الحيوانية

## أهداف الكلية:[4]
تقدم الكلية خدمة التعليم البيطري المبنية على الأسس البحثية والمعايير المتعارف عليها دوليا لتمكن خريجيها من:
1-تنمية الموارد الذاتية للكلية.
2-تحسين كفاءة الإداريين.
3-تلبية احتياجات الكلية من البينية التكنولوجية مع سهولة الحصول على المعلومات.
4-تعزيز القيم الاخلاقية النبيلة داخل مجتمع الكلية.
5-فحص وعلاج الحيوانات والطيور والاسماك المريضة.
6-الوقاية من الامراض المعدية والغير معدية.
7-تقديم استشارات في مجال تغذية الحيوانات والطيور والاسماك.
8-تحسين كفاءة الاداء للمعامل بالكلية.
9-رفع قدرة الطلاب على التعامل مع التقنيات الحديثة والتنافس في سوق العمل.
10-تطوير قدرات أعضاء هيئة التدريس والهيئة المعاونة.
11-تعزيز التعاون الدولى في مجال التعليم والبحوث.
12-تقديم تدريب متميز للخريج والمتخصصين.
13-حماية الإنسان من الامراض المشتركة.

## العمداء السابقين:[1][5][6][7]
- صدر قرار رئيس الجامعة في يناير 1991 بتعيين السيد أ.د/ مصطفى عبد العزيز محمد - عميداً للكلية واستمر سيادته عميداً للكلية حتى بلوغ سن المعاش في 23/7/1995.\

- صدر قرار الأستاذ الدكتور/ رئيس الجامعة في 17/8/1995 بتعيين السيد الأستاذ الدكتور/ السيد محمد فتوح مشرفاً على الكلية ثم صدر قرار بتعيين سيادته عميداً للكلية بتاريخ 25/12/1995.

- تم تجديد فترة عمادة ثانية للسيد الأستاذ الدكتور/ السيد محمد فتوح بتاريخ 16/12/1998 وذلك لمدة ثلاث سنوات.

- صدر قرار السيد الأستاذ الدكتور/ رئيس الجامعة في 1/1/2002 بتعيين السيد الأستاذ الدكتور/ محمود عبد النبى الصيفى عميداً للكلية حتى 30/12/2004.

- صدر قرار السيد الأستاذ الدكتور/ رئيس الجامعة بتاريخ30/3/2005 بتعيين السيد الأستاذ الدكتور/ باهى حسين سرور عميداً للكلية.

- صدر قرار السيد الأستاذ الدكتور/ رئيس جامعة كفرالشيخ بتاريخ3/12/2006 بتعيين السيد الأستاذ الدكتور/ على عبد القادر طلبه منصور عميداً للكلية والذي تم تجديده في 3/12/2009م.

- صدر قرار السيد الأستاذ الدكتور/ رئيس جامعة كفرالشيخ رقم (4702) بتاريخ 28/11/2012م بتعيين السيد الأستاذ الدكتور/ عبد الرازق يوسف عبد العزيز دسوقي - عميداً للكلية اعتباراً من 3/12/2012م لمدة ثلاث سنوات.

- صدر قرار السيد الأستاذ الدكتور/ رئيس جامعة كفرالشيخ رقم (8112) بتاريخ 3/12/2015م بتكليف السيد الأستاذ الدكتور/ عبد الرازق يوسف عبد العزيز دسوقي – أستاذ الطفيليات بتسيير أعمال الكلية للعام الأكاديمي 2015/2016م.

- صدر قرار السيد الأستاذ الدكتور/ رئيس جامعة كفر الشيخ رقم (509) بتاريخ 19/6/2016م بتكليف السيد الأستاذ الدكتور/ شوقي عبد الهادي محمود عبد الجواد – الأستاذ بقسم الفسيولوجيا ووكيل الكلية لشئون التعليم والطلاب بالقيام بأعباء ومهام عميد الكلية للعام الأكاديمي 2015/2016م.
- صدر قرار السيد الأستاذ الدكتور/ رئيس جامعة كفر الشيخ رقم (509) بتاريخ 19/6/2016م بتجديد تكليف السيد الأستاذ الدكتور/ شوقي عبد الهادي محمود عبد الجواد – الأستاذ بقسم الفسيولوجيا بالقيام بأعباء ومهام عميد الكلية للعام الأكاديمي 2016/2017م أو لحين صدور القرار الجمهوري بتعيين عميداً للكلية.

- صدر قرار رئيس الجمهورية رقم (125) بتاريخ18/3/2017م بتعيين السيد الأستاذ الدكتور/ إسماعيل إسماعيل إبراهيم السيد – أستاذ التوليد والتناسل والتلقيح الإصطناعي عميداً للكلية لمدة ثلاث سنوات.

- صدر قرار رئيس الجمهورية رقم) بتاريخ 31/5/2020م بتعيين السيد الأستاذ الدكتور/ إسماعيل إسماعيل إبراهيم السيد – أستاذ التوليد والتناسل والتلقيح الإصطناعي عميداً للكلية لمدة ثلاث سنوات. (فترة ثانية)

## اعتماد الكلية
أعلنت الهيئة القومية لضمان الجودة والاعتماد المصرية في إجتماعها يوم الإثنين الموافق29 مايو2017م حصول كلية الطب البيطرى بجامعة كفر الشيخ على الاعتماد الأكاديمي. وهي شهادة تمثل إعتراف بالكفاءة والثقة في البرامج الأكاديمية التي تمنحها الكلية وجودة مخرجاتها.وصرح الدكتور ماجد القمرى رئيس الجامعة في ذلك الوقت أن كلية الطب البيطرى حصلت على الاعتماد بعد إستيفاء وتطبيق معايير صارمة ومتطلبات صعبة حققها أعضاء هيئة التدريس بالكلية خلال الست سنوات الماضية، تتضمن العديد من الاشتراطات والمعايير الدولية. وقد إلتزمت الكلية بجميع المعايير لتحسين جودة ومخرجات التعليم بالكلية. وقد ساهم أعضاء هيئة التدريس والإداريين والطلاب بالكلية وبدعم مستمر من إدارة الجامعة في التميز في التعليم وجودة مخرجاته من خلال التكاتف والتعاون والعمل الدؤوب والمستمر من الجميع.  وأثمرت هذه الجهود على مدى ست سنوات متواصلة من العمل الجماعى في تحقيق مخرجات تعليمية وبحثية متميزة وسوف تُساهم في خدمة المجتمع وتحقيق الأبعاد التنموية للجامعة.وأضاف رئيس الجامعة أن الجامعة عملت على تطوير ورفع كفاءة القدرات المؤسسية للكلية وأن اعتماد الكلية يجعلها في مصاف كليات الطب البيطرى ذات الجودة في الجامعات العالمية؛ مما يساهم في زيادة فرص التعاون الدولى ويجعل خريجى الكلية محل طلب سوق العمل داخل مصر وخارجها.وأكد على أن الحصول على الاعتماد الأكاديمي ليس هدف، ولكن وسيلة للتميز في التعليم وجودة مخرجاته. وسوف تتوالى الخطوات والنجاحات لتحقيق الطموحات بإذن الله من خلال نخبة من أعضاء هيئة التدريس المتميزين بالكلية والإداريين.
1. 1 2  "كلية الطب البيطري". kfs.edu.eg. مؤرشف من الأصل في 2020-06-15. اطلع عليه بتاريخ 2020-12-22.
2. 1 2  "كلية الطب البيطري". kfs.edu.eg. مؤرشف من الأصل في 2020-06-15. اطلع عليه بتاريخ 2020-12-22.
3. ↑  "كلية الطب البيطري". kfs.edu.eg. مؤرشف من الأصل في 2020-06-15. اطلع عليه بتاريخ 2020-12-22.
4. ↑  "كلية الطب البيطري". www.kfs.edu.eg. مؤرشف من الأصل في 2020-06-15. اطلع عليه بتاريخ 2020-12-22.
5. ↑  ""القن" عميدًا لبيطري كفر الشيخ بقرار جمهوري". www.mubasherkfs.com (بالإنجليزية). Archived from the original on 2020-12-22. Retrieved 2020-12-22.
6. ↑  "بعد التجديد له.. السيرة الذاتية لعميد طب بيطري جامعة كفر الشيخ". صدى البلد. 2 يونيو 2020. مؤرشف من الأصل في 2020-06-30. اطلع عليه بتاريخ 2020-12-22.
7. ↑  "تعيين القن عميدًا لكلية الطب البيطري بجامعة كفرالشيخ بقرار جمهوري". بوابة الأهرام. مؤرشف من الأصل في 2017-03-22. اطلع عليه بتاريخ 2020-12-22.